# الحزنبل
الحزنبل أو «اخلية ام الف ورقة» بالإنجليزية Milfoil
الفصيلة: المركبة

## الوصف
نبات عشبي معمر برية و زراعي بصل ارتفاعه الي 120 سم اوراقة ريشية ازهاره كالانواع المظلية و لكنها تتميز بكثافة عالية والوان متعددة

## الموطن
حوض البحر الأبيض المتوسط

## الموسم
تزهر من شهر مايو الي شهر أكتوبر

## الخواص
رائحة العقار عطرية اما مذاقة فمر وحار و يابس

## الاستخدام الطبي
العقار داخليا كنقيع مغلي للمساعدة علي افراو العصارية المعدية و تنشيط الدورة الدموية و قمع الالتهابات و هو قاطع للدم في حالات النزف الرئوي أو الكلوي أو الطمثي كما يستعمل خارجيا كغرغرة أو مضمضمة لعلاج التهابات الشدقية و اللثة